# Rosi Campos
Rosângela Martins Campos (Bragança Paulista, 30 de marzo de 1949) es una actriz brasileña.

## Trabajos en la televisión
- 1973 - Cavalo de Aço - Berenice Cavalcanti
- 1976 - O Casarão - Ivete Mendes
- 1980 - Chega Mais - Aline
- 1984 - Transas e Caretas - Geuza
- 1986 - Rueda de fuego - Miriam
- 1989 - Cortina de Vidro - Jussara
- 1990 - Brasileiras e Brasileiros - Clarisse
- 1994 - Éramos seis - Paulette
- 1994 - Castillo Rá-Tim-Bum - Bruxa Morgana
- 1994 - Telecurso 2000 - Cida
- 1995 - Cara e Coroa - Regininha (Margô)
- 1996 - Salsa e Merengue - Daisy
- 1998 - Hilda Furacão - Maria Tomba Homem
- 1998 - Mi buen querer - Jorgete
- 1999 - Vila Madalena - Marinalva
- 2002 - Deseos de mujer - Marlene Motta[1]
- 2003 - La casa de las siete mujeres - Consuelo
- 2004 - El color del pecado - Edilásia Sardinha (Mamushka)
- 2005 - América - Mercedes
- 2006 - El profeta - Madame Rúbia da Silva
- 2008 - La favorita - Tuca (Tereza Baterfer)
- 2009 - Cuna de gato - Genoveva
- 2011 - Chico Xavier - Cleide
- 2011 - Insensato corazón - Haydê Batista[2]
- 2012 - Dercy de Verdade - Bita Gonçalves
- 2012 - Amor Eterno Amor - Teresa
- 2012 - La guerrera - Cacilda
- 2013 - Preciosa perla - Miquelina
- 2014 - Hombre nuevo - Rosa
- 2014 - Lili, a Ex - Gina
- 2015 - Mujeres ambiciosas - Zélia Fonseca Portela
- 2016 - Êta Mundo Bom! - Eponina
- 2017 - Tempo de Amar (telenovela) - Cartomante Urânia
- 2018 - O Tempo Não Para - Dona Agustina Sabino Machado